# Fan Kexin
Fan Kexin (chinesisch 范可欣, Pinyin Fàn Kěxīn; * 19. September 1993 in Qitaihe, Heilongjiang) ist eine chinesische Shorttrackerin.

## Werdegang
Sie gehört seit Anfang 2010 zum Nationalteam und wird von Lin Yan trainiert. Bei der Juniorenweltmeisterschaft 2010 in Taipeh erreichte Fan ihre ersten Erfolge, über 500 m und mit der Staffel gewann sie jeweils die Silbermedaille, im Mehrkampf wurde sie Fünfte. Im Oktober 2010 debütierte sie in Montreal im Weltcup und gewann auf Anhieb mit der Staffel ihr erstes Weltcuprennen. In ihrer ersten Saison konnte sie über 500 m insgesamt drei Podestplätze erringen und zudem mit der Staffel vier Rennen gewinnen. In der 500 m-Weltcupwertung wurde sie Vierte. Sie gewann bei den Winter-Asienspielen 2011 in Astana und Almaty eine Goldmedaille mit der Staffel. Bei den Teamweltmeisterschaften in Warschau gewann sie mit Silber ihre erste WM-Medaille, nur knapp geschlagen durch das südkoreanische Team. Erfolgreich verlief auch die Weltmeisterschaft in Sheffield. Im Mehrkampf wurde sie Vierte, über 500 m und mit der Staffel wurde sie jeweils Weltmeisterin. In der folgenden Saison 2011/12 konnte Fan im Weltcup in allen sechs Rennen mit der Staffel das Podest erreichen, darunter fünf Siege. Über 500 m gewann sie ihre ersten beiden Einzelrennen im Weltcup, zudem erreichte sie erstmals über 1500 m ein Podestplatz. In der 500 m-Weltcupwertung wurde sie erneut Vierte. Bei den Heimweltmeisterschaften in Shanghai verteidigte Fan über 500 m und mit der Staffel ihre Titel aus dem Vorjahr. Im Mehrkampf belegte sie Rang fünf. Bei der WM 2013 gewann sie in Debrecen mit der Staffel Gold und über 500 m Bronze. Die gleichen Medaillen gewann sie ein Jahr später in Montreal bei der WM 2014. Bei den Olympischen Winterspielen 2014 in Sotschi gewann sie Silber über 1000 m hinter Park Seung-hi.
In der Saison 2014/15 siegte Fan fünfmal über 500 m und belegte einmal den dritten Rang. Über 1000 m kam sie in Salt Lake City auf den dritten Platz und in Dresden auf den zweiten Rang. Bei den Weltmeisterschaften 2015 in Moskau gewann sie Silber mit der Staffel über 3000 m und Gold über 500 m. Die Saison beendete sie auf dem fünften Rang im Weltcup über 1000 m und auf dem ersten Platz im Weltcup über 500 m. In der folgenden Saison holte sie drei Weltcupsiege über 500 m. Zudem wurde sie zweimal Dritter und mit der Staffel zweimal Zweiter. Beim Saisonhöhepunkt den Weltmeisterschaften 2016 in Seoul gewann sie die Goldmedaille über 500 m. Zum Saisonende errang sie den dritten Platz im Gesamtweltcup über 500 m. In der Saison 2016/17 erreichte sie mit fünf Top-Zehn-Platzierungen über 500 m, darunter Platz drei in Salt Lake City, Rang zwei in Gangneung und Platz eins in Calgary, den dritten Platz in der Gesamtwertung. Bei den Winter-Asienspielen 2017 in Sapporo gewann sie die Silbermedaille mit der Staffel. Im März 2017 holte sie bei den Weltmeisterschaften in Rotterdam über 500 m und mit der Staffel jeweils die Goldmedaille. In der Saison 2017/18 errang sie mit drei Ergebnissen unter den ersten Zehn, den siebten Platz im Weltcup über 500 m. Zudem wurde sie in Shanghai Zweite und in Dordrecht Erste mit der Staffel. Beim Saisonhöhepunkt, den Olympischen Winterspielen 2018 in Pyeongchang, wurde sie Achte über 500 m und Siebte mit der Staffel.
In der Saison 2018/19 erreichte Fan mit dem zweiten Platz über 500 m in Calgary und dritten Plätzen über 500 m und 1000 m in Salt Lake City den sechsten Platz im Weltcup über 500 m. Zudem siegte sie in Calgary mit der Mixed-Staffel. Bei den Weltmeisterschaften 2019 in Sofia gewann sie die Silbermedaille über 500 m. Im Mehrkampf errang sie dort den siebten Platz. In der folgenden Saison siegte sie dreimal mit der Staffel und belegte zweimal den zweiten Platz. Zudem wurde sie in Montreal Dritte über 1000 m und in Shanghai Erste über 500 m und errang damit zum Saisonende den siebten Platz im Weltcup über 500 m.

## Weltcupsiege
| Nr. | Datum              | Ort            | Disziplin |
| --- | ------------------ | -------------- | --------- |
| 1.  | 10. Dezember 2011  | Shanghai       | 500 m     |
| 2.  | 4. Februar 2012    | Moskau         | 500 m     |
| 3.  | 3. Februar 2013    | Sotschi        | 500 m     |
| 4.  | 28. September 2013 | Shanghai       | 500 m     |
| 5.  | 9. November 2014   | Salt Lake City | 500 m     |
| 6.  | 15. November 2014  | Montreal       | 500 m     |
| 7.  | 13. Dezember 2014  | Shanghai       | 500 m     |
| 8.  | 21. Dezember 2014  | Seoul          | 500 m     |
| 9.  | 15. Februar 2015   | Erzurum        | 500 m     |
| 10. | 5. Dezember 2015   | Nagoya         | 500 m     |
| 11. | 6. Dezember 2015   | Nagoya         | 500 m     |
| 12. | 13. Dezember 2015  | Shanghai       | 500 m     |
| 13. | 5. November 2016   | Calgary        | 500 m     |
| 14. | 8. Dezember 2019   | Shanghai       | 500 m     |

| Nr. | Datum             | Ort               |
| --- | ----------------- | ----------------- |
| 1.  | 24. Oktober 2010  | Montreal 1        |
| 2.  | 31. Oktober 2010  | Shanghai 1        |
| 3.  | 12. Dezember 2010 | Shanghai 1        |
| 4.  | 13. Februar 2011  | Moskau 2          |
| 5.  | 23. Oktober 2011  | Salt Lake City 3  |
| 6.  | 30. Oktober 2011  | Saguenay 3        |
| 7.  | 11. Dezember 2011 | Shanghai 3        |
| 8.  | 5. Februar 2012   | Moskau 4          |
| 9.  | 12. Februar 2012  | Dordrecht 5       |
| 10. | 28. Oktober 2012  | Montreal 6        |
| 11. | 2. Dezember 2012  | Nagoya 6          |
| 12. | 9. Dezember 2012  | Shanghai 7        |
| 13. | 3. Februar 2013   | Sotschi 8         |
| 14. | 17. November 2013 | Kolomna 9         |
| 15. | 21. Dezember 2014 | Seoul 10          |
| 16. | 15. Februar 2015  | Erzurum 11        |
| 17. | 8. Oktober 2017   | Dordrecht 12      |
| 18. | 4. November 2018  | Calgary 13        |
| 19. | 3. November 2019  | Salt Lake City 14 |
| 20. | 10. November 2019 | Montreal 15       |
| 21. | 15. Februar 2020  | Dordrecht 16      |
| 22. | 24. Oktober 2021  | Peking 17         |
| 23. | 24. Oktober 2021  | Peking 18         |
| 24. | 21. November 2021 | Debrecen 19       |
| 25. | 8. Dezember 2024  | Peking 20         |

## Persönliche Bestzeiten
- 500 m      42,504 s (aufgestellt am 9. November 2014 in Salt Lake City)
- 1000 m    1:28,769 min (aufgestellt am 10. November 2018 in Salt Lake City)
- 1500 m    2:25,978 min (aufgestellt am 4. Februar 2012 in Moskau)
- 3000 m    5:14,311 min (aufgestellt am 12. März 2017 in Rotterdam)